# Кушнір Борис Ісакович
Бори́с Іса́кович Кушні́р (1948, Київ) — український і австрійський скрипаль, музичний педагог.

## Біографічні дані
Борис Кушнір народився у сім'ї професійних музикантів. Батько був першим концертмейстером Українського радіо і телебачення й дуже відомим скрипалем, а мати — скрипалькою в Театрі юного глядача.
Закінчив Московську консерваторію (навчався у 1966–1972 роках у класі Бориса Бєленького).
1981 року з родиною — дружиною-скрипалькою та п'ятирічним сином — виїхав у Відень. Нині громадянин Австрії.
1984 року став професором Віденської консерваторії, від 1999 року викладає в університеті Граца, постійно проводить майстер-класи. Член журі численних міжнародних музичних конкурсів. Серед учнів — Юліан Райхлін, Микола Цнайдер, Лідія Байч.
За заслуги в музичному мистецтві Національний банк Австрії нагородив Кушніра правом грати на скрипці Страдіварі.

## Відомі учні
- Лоренца Боррані (Lorenza Borrani)(італ.)